# Jaime Ayoví
Jaime Javier Ayoví Corozo (Eloy Alfaro, 1988. február 21. –) ecuadori válogatott labdarúgó, aki jelenleg a Godoy Cruz játékosa. Unokatestvére, Wálter Ayoví szintén labdarúgó.
A válogatott tagjaként részt vett a 2014-es labdarúgó-világbajnokságon, illetve a 2016-os Copa Américán.

## Statisztika
| Ecuador  | Ecuador | Ecuador |
| Év       | Mérk.   | Gólok   |
| -------- | ------- | ------- |
| 2010     | 4       | 1       |
| 2011     | 13      | 4       |
| 2012     | 7       | 3       |
| 2013     | 4       | 1       |
| 2014     | 2       | 0       |
| 2015     | 3       | 0       |
| 2016     | 7       | 1       |
| Összesen | 40      | 10      |